# Hannonia typica
Hannonia typica är en havsspindelart som beskrevs av Hoek, P.P.C. 1881. Hannonia typica ingår i släktet Hannonia och familjen Callipallenidae. Inga underarter finns listade i Catalogue of Life.